# Antirrhinum barrelieri
Antirrhinum barrelieri ist eine Pflanzenart aus der Gattung der Löwenmäuler (Antirrhinum) in der Familie der Wegerichgewächse (Plantaginaceae).

## Beschreibung
Antirrhinum barrelieri ist eine ausdauernde, krautige Pflanze, deren in hoher Anzahl aufrecht wachsende, schlanke, oftmals windende Stängel Wuchshöhen von 50 bis 120 cm erreichen. Die Pflanze ist meist unbehaart, nur in den Blütenständen ist sie drüsig behaart und gelegentlich ist im unteren Teil des Stängels eine nichtdrüsige, filzige Behaarung vorhanden. Die unten meist gegenständig und oben meist wechselständig stehenden Laubblätter sind 7 bis 60 mm lang und 1 bis 3 (selten bis 9) mm breit. Ihre Form ist linealisch bis linealisch-lanzettlich. 
Die Tragblätter sind 2 bis 10 mm lang und linealisch bis breit lanzettlich. Die Blütenstiele sind 1 bis 4 mm lang. Der Kelch ist mit 3 bis 6 mm langen, lanzettlichen bis eiförmigen und spitzen bis fast stumpfen Kelchzipfeln besetzt. Die Krone ist 20 bis 30 mm lang und violett mit einem gelben Gaumen gefärbt.
Die Früchte sind eiförmig-langgestreckte, drüsig behaarte Kapseln mit einer Länge von 10 bis 12 mm.

## Vorkommen und Standorte
Die Art kommt im Süden und Osten Spaniens und im Süden Portugals vor. Sie wächst in Hecken und an steinigen Standorten.

## Systematik
Man kann zwei Unterarten unterscheiden:  
- Antirrhinum barrelieri subsp. barrelieri: Sie kommt in Spanien vor.[1]
- Antirrhinum barrelieri subsp. litigiosum (Pau) O. Bolòs & Vigo: Sie kommt in Spanien vor.[1]